# St. Erhard (Goldkronach)

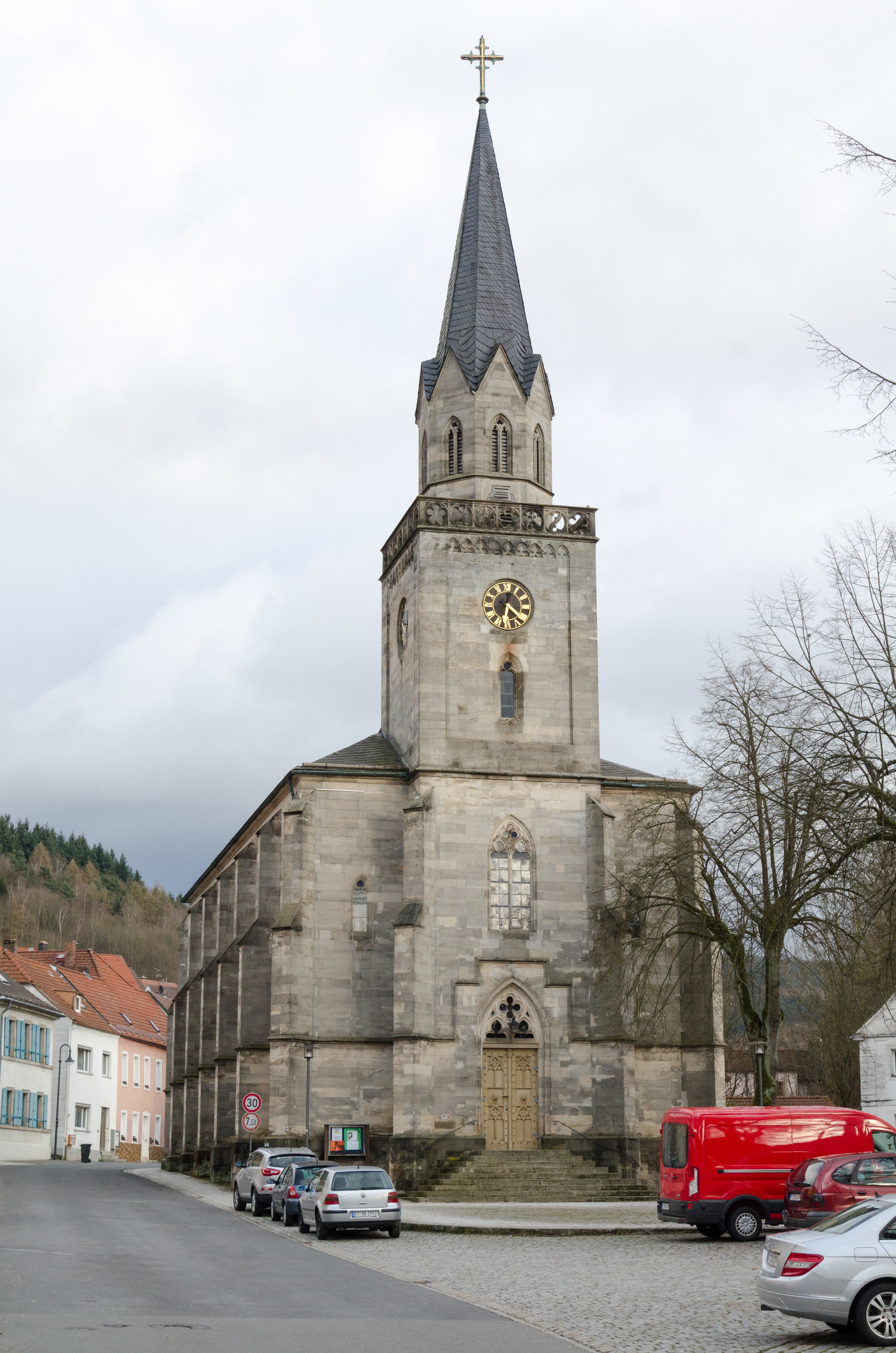
St. Erhard (Goldkronach)

Die evangelische, denkmalgeschützte Pfarrkirche St. Erhard steht in Goldkronach, einer Stadt im Landkreis Bayreuth (Oberfranken, Bayern). Das Bauwerk ist unter der Denkmalnummer D-4-72-143-28 als Baudenkmal in der Bayerischen Denkmalliste eingetragen. Die Kirchengemeinde gehört zum Dekanat Bayreuth-Bad Berneck im Kirchenkreis Bayreuth der Evangelisch-Lutherischen Kirche in Bayern.

## Beschreibung
Die Kirche geht zurück auf eine St.-Erhards-Kapelle von 1413, die 1481 durch eine erste größere Kirche ersetzt wurde.
Die heutige neugotische, dreischiffige Hallenkirche aus Quadermauerwerk wurde 1852 nach dem großen Stadtbrand von 1836 auf den Grundmauern des Vorgängerbaus von 1737 errichtet. Die Wände des Langhauses und die des eingestellten Fassadenturms auf quadratischem Grundriss werden von Strebepfeilern gestützt. Das mit Lisenen an den Ecken versehene Geschoss des Fassadenturms oberhalb der Dachtraufe des Langhauses beherbergt die Turmuhr. Darauf sitzt ein eingezogenes, achteckiges, mit einem spitzen, schiefergedeckten Helm bedecktes Geschoss, das hinter den Klangarkaden den Glockenstuhl beherbergt, in dem vier Kirchenglocken hängen, von denen drei nach dem Zweiten Weltkrieg neu beschafft werden mussten. 
Der Innenraum ist von Kreuzrippengewölben überspannt, die oberhalb der zweiten durchlaufenden Empore aufsetzen. Zur Kirchenausstattung gehört ein steinerner Kanzelaltar, einer der letzten dieser Gattung. Die Orgel mit 20 Registern auf zwei Manualen und Pedal, wurde 1852 von Ludwig Weineck gebaut.